# Баянтал
Баянтал (монг. Баянтал) — сомон аймака Говь-Сумбэр, Монголия. Площадь 916,06 км2, население 931 человек (по переписи 2011 года). Центральная усадьба - Баянтал или Чойр-2, находится в 240 километрах к юго-востоку от столицы страны — Улан-Батора.

#### Статистика
| Данные по:                        | 2003  | 2004   | 2006    | 2008    | 2010    |
| --------------------------------- | ----- | ------ | ------- | ------- | ------- |
| Численность постоянного населения | 838   | ▼755   | ▲824    | ▲851    | ▲864    |
| Поголовье скота                   | 5,931 | ▲8,462 | ▲19,114 | ▲22,882 | ▼17,922 |